# São Bento de Ana Loura
São Bento de Ana Loura is een plaats (freguesia) in de Portugese gemeente Estremoz en telt 46 inwoners (2001).